# عفار (السدة)

تعديل مصدري - تعديل

عفار هي إحدى قرى عزلة الأعماس بمديرية السدة التابعة لمحافظة إب، بلغ تعداد سكانها 347 نسمة حسب تعداد اليمن لعام 2004.